# 1-Chlor-1,2,2,2-tetrafluorethan
1-Chlor-1,2,2,2-tetrafluorethan ist eine chemische Verbindung aus der Gruppe der teilhalogenierten Fluorchlorkohlenwasserstoffe (FCKW) das als Kältemittel und Treibmittel eingesetzt wurde. Es gilt als schädlich für die Ozonschicht. Es ersetzt R-114 bzw. Dichlortetrafluorethan als Kältemittel in Kältemaschinen für hohe Umgebungstemperaturen.

## Eigenschaften
1-Chlor-1,2,2,2-tetrafluorethan besitzt ein Ozonabbaupotential von 0,03.

## Sicherheitshinweise
Wie bei allen FCKWs bilden sich bei der thermischen Zersetzung (durch starke Hitze) von Chlortetrafluorethan ätzende Substanzen (Salzsäure, Flusssäure).